# Irlande au Concours Eurovision de la chanson 2023
L'Irlande est l'un des trente-sept pays participant au Concours Eurovision de la chanson 2023, qui se tient du 9 au 13 mai 2023 à Liverpool au Royaume-Uni. Le pays est représenté par Wild Youth, avec leur chanson We Are One. Le pays se classe 12e avec 10 points en demi-finale, ne parvenant pas à se qualifier pour la finale.

## Sélection
L'Irlande confirme sa participation au Concours le 5 septembre 2022, annonçant par la suite que comme l'année précédente, le représentant serait sélectionné au moyen de la sélection nationale Eurosong, lors d'une édition spéciale de The Late Late Show.

### Format
La compétition a lieu le 3 février 2023. Six chansons y participent. La chanson gagnant est sélectionnée au moyen de deux jurys, un irlandais et un international (comptant pour un tiers des résultats chacun), et des votes du public irlandais (un tiers des résultats).

### Participants
La fenêtre de candidatures a duré du 30 septembre au 28 octobre 2022. Les 300 chansons soumises ont été passées en revue et jugées par un panel de professionnels du secteur et de fans de l'Eurovision. La liste des participants est révélée par RTÉ le 9 janvier 2023.
| Artiste           | Titre                  | Langue             | Auteur(s)                                                   |
| ----------------- | ---------------------- | ------------------ | ----------------------------------------------------------- |
| Adgy              | Too Good for Your Love | Anglais, Irlandais | Andrew Carr, Peter Solymosi                                 |
| Connolly          | Midnight Summer Night  | Anglais            | Jennifer Connolly                                           |
| K Muni & ND       | Down in the Rain       | Anglais            | Kofi Appiah, Nevlonne Dampare                               |
| Leila Jane        | Wild                   | Anglais            | Leila Jane Keeney, Liis Hainla, Arto Ruotsala, Aaron Sibley |
| Public Image Ltd. | Hawaii                 | Anglais            | John Lydon, Lu Edmonds, Scott Firth, Bruce Smith            |
| Wild Youth        | We Are One             | Anglais            | Ed Porter, Conor O'Donohoe, Jörgen Elofsson                 |

#### Finale
La finale est diffusée le samedi 3 février 2023.
- Première place
- Deuxième place
- Troisième place
- Dernière place

| Ordre | Artiste           | Titre                  | Jury (66%) | Jury (66%) | Jury (66%) | Télévote (33%) | Total | Place |
| Ordre | Artiste           | Titre                  | Irlandais  | Intl.      | Total      | Télévote (33%) | Total | Place |
| ----- | ----------------- | ---------------------- | ---------- | ---------- | ---------- | -------------- | ----- | ----- |
| 1     | Leila Jane        | Wild                   | 2          | 2          | 4          | 2              | 6     | 6     |
| 2     | Adgy              | Too Good for Your Love | 4          | 8          | 12         | 4              | 16    | 5     |
| 3     | Public Image Ltd. | Hawaii                 | 6          | 6          | 12         | 6              | 18    | 4     |
| 4     | Connolly          | Midnight Summer Night  | 10         | 12         | 22         | 10             | 32    | 2     |
| 5     | Wild Youth        | We Are One             | 12         | 10         | 22         | 12             | 34    | 1     |
| 6     | K Muni & ND       | Down in the Rain       | 8          | 4          | 12         | 8              | 20    | 3     |

C'est donc le groupe Wild Youth qui remporte Eurosong 2023 avec sa chanson We Are One, et qui représente l'Irlande au Concours Eurovision de la chanson 2023.

## À l'Eurovision
L'Irlande participe à la première demi-finale du mardi 9 mai. Y recevant 10 points, le pays se classe 12e et ne parvient pas à se qualifier en finale.